# Atmel AVR
Atmel AVR er en familie af RISC mikrocontrollere fra Atmel. AVR arkitekturen blev designet af to studerende ved Norges tekniske højskole (NTH), nu NTNU, i Trondheim og videre produktudvikling af Atmel Norway, Atmel datterselskabet blev grundlagt af de to chip arkitekter.
Atmel blev opkøbt januar 2016 af Microchip Technology og forsætter med at lave Atmel AVR.
AVR CPUen anvender en Harvard arkitektur. Den har 32 8-bit registre. Nogle instruktioner arbejder kun på en delmængde af disse registre. Ideen blev udviklet af to studerende, Alf-Egil Bogen og Vegard Wollan.
AVR blev som udgangspunkt designet til effektivt at kunne udføre kompileret C kode.
Ligesom PIC har Atmel AVR mange hobbyentusiater pga. billige eller gratis udviklingsværktøjer, som f.eks. GNU GCC værktøjer.
Akronymet AVR påstås eller rygtes at stå for Advanced Virtual RISC eller de studerendes initialer.